# 1960年夏季残疾人奥林匹克运动会瑞士代表团
1960年夏季残疾人奥林匹克运动会瑞士代表团是瑞士派出的1960年夏季残疾人奥林匹克运动会代表团。获得1枚金牌和3枚银牌。